# Emil Jay Freireich
Emil Jay Freireich (Chicago, 16 de março de 1927 – 1 de fevereiro de 2021) foi um médico (oncologia, hematologia) estadunidense. Pesquisou sobre leucemia e foi pioneiro no desenvolvimento da quimioterapia contra o câncer.

## Formação e carreira
Estudou medicina na Universidade de Illinois em Urbana-Champaign, com um bacharelado em 1947 e um M.D. em 1949.
A partir de 1965 foi professor no University of Texas MD Anderson Cancer Center, onde construiu com Emil Frei um centro de quimioterapia.
Recebeu o Prêmio Lasker-DeBakey de Pesquisa Médico-Clínica de 1972, o Prêmio Kettering de 1983 e o AACR Award for Lifetime Achievement in Cancer Research de 2019.

## Morte
Freireich morreu em 1 de fevereiro de 2021, aos 93 anos de idade.

## Publicações selecionadas
- E. Frei III, E. J. Freireich, E. Gehan, u. a.: Studies of sequential and combination antimetabolite therapy in acute leukemia: 6-mercaptopurine and methotrexate: from the acute leukemia group. In: Blood. Band 18, 1961, S. 431–454.
- E. J. Freireich, M. Karon, E. Frei III: Quadruple combination therapy (VAMP) for acute lymphocytic leukemia of childhood. In: Proc. Am. Assoc. Cancer Res. Band 5, 1964, S. 20.